# Central elèctrica Brutau
La Central elèctrica Brutau és un edifici del municipi de Vilallonga de Ter (Ripollès) que forma part de l'Inventari del Patrimoni Arquitectònic de Catalunya.

## Descripció
La central pròpiament dita és un edifici rectangular amb murs de pedra. Al seu voltant hi ha uns jardins ben cuidats, amb un altre cos d'edifici amb tres habitatges: la del mig era la residència de la família Brutau i les laterals del personal que tenia cura de la central. La central recull l'aigua Ter amunt, al pont de Setcases, i per una galeria subterrània de 6 km aproximadament, arriba a la presa sobre la Central, el desnivell entre la recollida d'aigua i la Central és de 450 m i el salt d'aigües és de 178 m, el cabal és de 476 l/s, la potència de 947 h/p i la velocitat de les turbines és de 750 revolucions minut. A la Sala de Turbines n'hi ha tres i, a través d'una escala metàl·lica de tipus imperial, es puja al pis superior on hi ha el taulell de control i la taula de l'operari encarregat, tot d'estil modernista, amb ferro forjat, marbre gris i fusta treballada, amb llums de pàmpols de metall daurat. És molt interessant la sala de parallamps.

## Història
La Central s'inicià el 1903 i s'acabà el 1909, fou construïda pels Brutau per portar l'energia elèctrica a la seva fàbrica de teixit situada a Sant Jaume de Llierca i a través de l'antiga via Francisca, passava per la Vall de Vianya i arribava a Olot. El 1935 fou comprada per Hidroelèctrica de l'Empordà i posteriorment passà a propietat de Fecsa com a filial.